# Montes Tararua

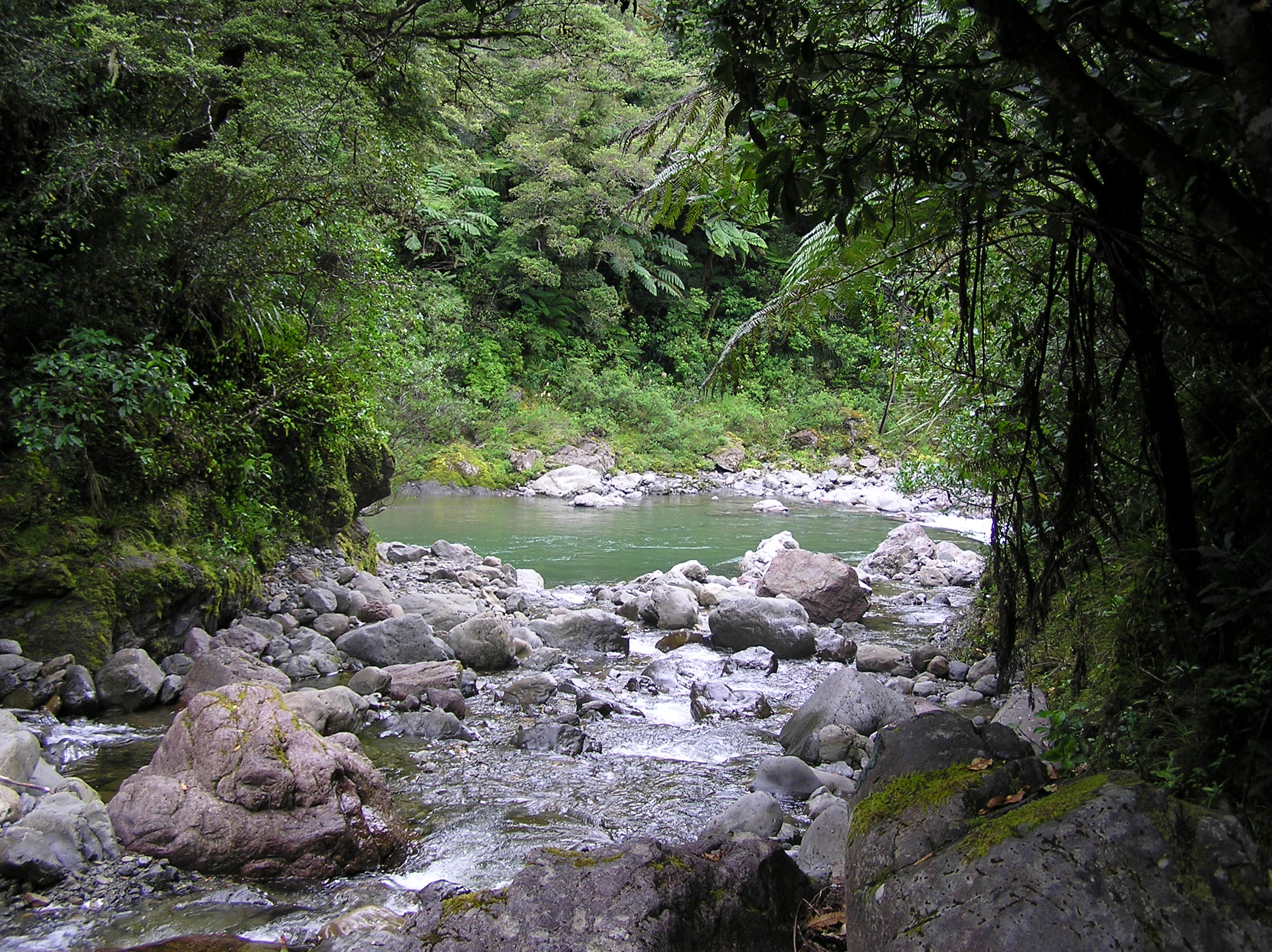
Arroyo Clem desembocando en el río Waiohine.

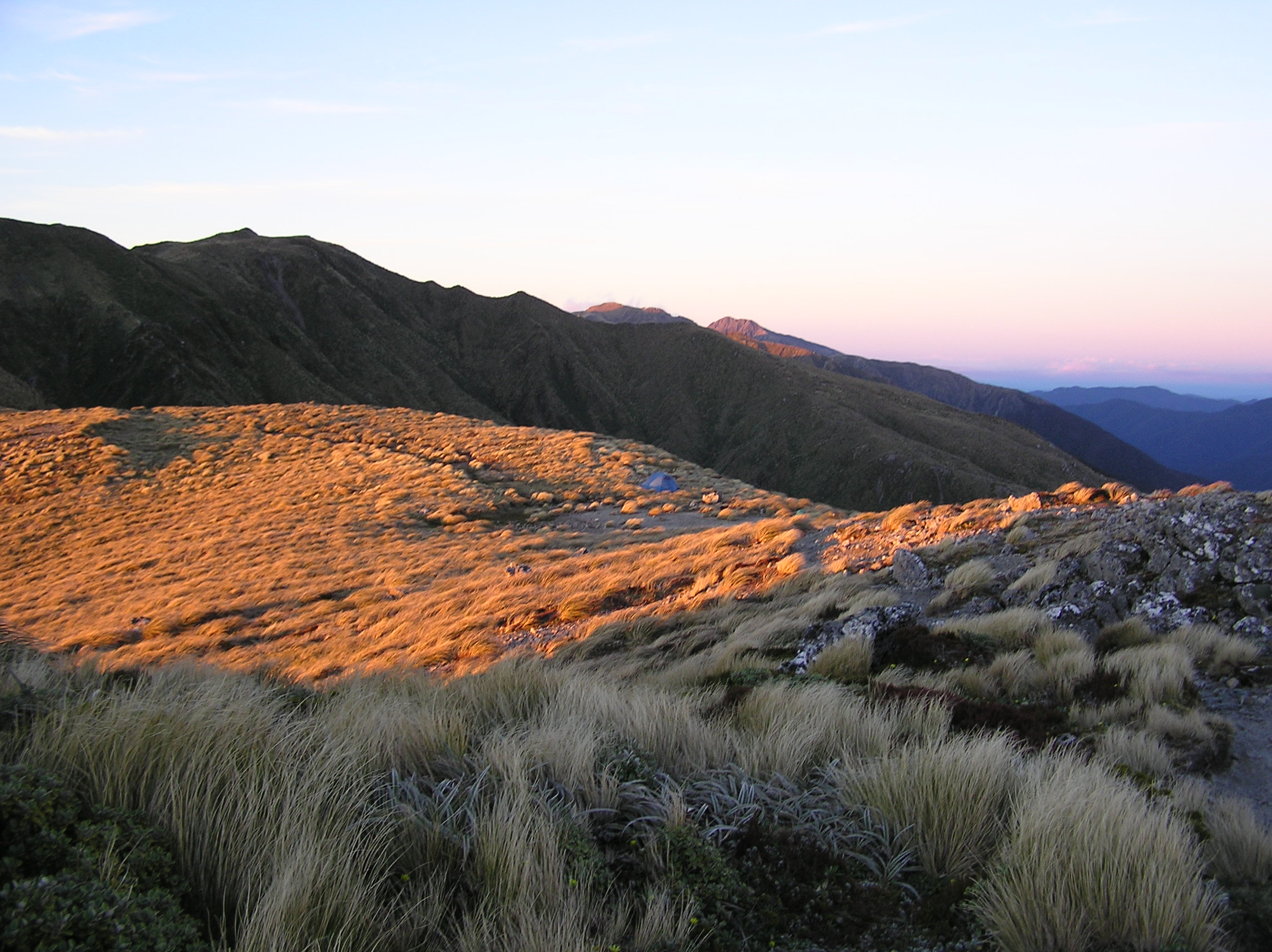
Vista del monte Holdsworth.

La sierra de Tararua (en inglés Tararua Range) es una de las sierra de la isla Norte de Nueva Zelanda que trascurre paralela a la costa este de la isla, formando una cadena que va del cabo Este a Wellington. Esta cadena de la región sur de la isla, que además de la sierra de Tararua está formada por la sierra de Rimutaka y la sierra de Ruahine.
La Tararua va desde el noreste al suroeste por 80 kilomómetros desde cerca de Palmerston Norte a los tramos superiores del valle Hutt, donde empieza la punta norte de los montes Rimutaka. Limita por el norte con el borde sur de la sierra de Ruahine por el cañón Manawatu.
El monte más alto de la Tararua es el monte Mitre (no confundir con el pico Mitre) de 1.570 m. Otros picos prominentes son el monte Bannister (1.537 m) y el monte Hector (1529 m).

## Carreteras
La única carretera abierta todo el año que cruza la cordillera es la "pista Pahiatua", que une Palmerston Norte y Pahiatua y que es muy usada cuando la carretera del cañón Manawatu está cerrada.

## Actividades recreativas
Sirve de lugar de escapada para Wellington, entre las posibles rutas está la famosa "Southern Crossing" que va desde Otaki Forks en el oeste, sobrepasando el monte Hector y saliendo vía Kaitoke.